# Verband Deutscher Auskunfts- und Verzeichnismedien
Der [vdav] – Verband deutscher Auskunfts- und Verzeichnismedien e.V. ist ein deutscher Branchenverband von Unternehmen, deren Produkte und Dienstleistungen auf der Veröffentlichung von Kommunikationsadressen oder ähnlich strukturierten Informationen basieren.
In dem Verein sind rund 150 meist mittelständische Medienunternehmen organisiert, die Produkte in gedruckter Form, auf CD/DVD, als Online- oder Mobil-Anwendung (Apps) oder als  Sprach-Auskunft publizieren.
Die Mitgliedsunternehmen nehmen in der ZAW-Statistik der deutschen Werbeträger den sechsten Platz ein, vor dem Hörfunk und vor den Fachzeitschriften. Die im Verband organisierten Herausgeber haben rund 10.000 Arbeitsplätze.
Der Verein hat seinen Sitz in Berlin und ist Mitglied der „SIINDA - Search & Information Industry Association“ und im Zentralverband der Deutschen Werbewirtschaft.

## Verbandsstruktur
Der Vorstand besteht neben dem Präsidenten Olaf H. Tonner, dem Vizepräsidenten Ansgar Heise und dem Schatzmeister Sönke Sander aus fünf weiteren Mitgliedern. Die fachliche Arbeit findet in allen Mitgliedern offen stehenden Arbeitskreisen und Projektgruppen statt.
Aktuell existieren folgende Arbeitskreise:
- Stadtadressbücher
- B2B Information
- Politik/Lobbying
- Nachhaltigkeit/Umwelt